# Laitasaari (ö i Norra Karelen, Joensuu, lat 62,80, long 29,77)
Laitasaari är en ö i Finland. Den ligger i sjön Höytiäinen och i kommunen Kontiolax i den ekonomiska regionen  Joensuu ekonomiska region  och landskapet Norra Karelen, i den sydöstra delen av landet, 400 km nordost om huvudstaden Helsingfors. Öns area är 43,2 hektar och dess största längd är 2,1 kilometer i nord-sydlig riktning.